# Adobe Photoshop Lightroom
Adobe Photoshop Lightroom és un processador de fotografies i organitzador d'imatges desenvolupat per Adobe Systems Incorporated tant per usuaris de Microsoft Windows com per usuaris del sistema operatiu macOS. Generalment, aquest programa permet veure, organitzar i retocar un bon nombre d'imatges digitals. Les edicions que es duen a terme en el programa Lightroom no són destructives, és a dir, el contingut original de la fotografia no es destrueix o modifica durant el procés d'edició. Tanmateix, i malgrat compartir nom amb el programa Adobe Photoshop, Lightroom és incapaç de dur a terme moltes de les funcions d'aquest programa com, per exemple, afegir, treure o alterar l'aspecte dels elements d'una imatge individual, renderitzar text o objectes 3D, així com modificar fotogrames individuals d'un vídeo.
Lightroom tampoc és un gestor de fitxers com Adobe Bridge: no pot operar en arxius llevat que siguin importats a la seva base de dades primer. A banda, Lightroom tan sols accepta un nombre limitat de formats d'imatge reconeguts.

## Resum
Els mòduls de treball a les que està enfocat Lightroom són els següents:
Biblioteca
Similar al concepte 'organitzador' dins l'Adobe Photoshop Elements i altres organitzadors d'imatges, aquest mòdul importa i exporta imatges, crea col·leccions, organitza imatges segons les seves metadades i afegeix qualificacions per valorar-les.
Desenvolupament
Aquest mòdul està encarat al retoc fotogràfic per tal de realçar i millorar les fotografies digitals, incloent-hi el canvi d'equilibri de color, l'eliminació de l'efecte d'ulls vermells, aguditzar o reduir el soroll, modificar la imatge fins a ser en blanc-i-negre, i un llarg etcètera. Lightroom, però, no és capaç de crear o editar imatges que no siguin fotogràfiques (com ara dibuixos, símbols o esquemes i mapes) i renderitzar text o objectes en 3D. Així doncs, té un seguit de característiques molt limitades en l'edició d'imatges. A més, els únics formats que accepta són JPEG i RAW. A banda d'això, compte amb un seguit d'estàndards predeterminats per la correcció de color o els efectes, així com permet compartir en línia els estàndards personalitzats pels usuaris. Una altra característica sovint utilitzada en el mòdul de desenvolupament és l'habilitat de sincronitzar edicions d'una fotografia particular a la selecció sencera.
Mapa
Afegit a partir de la versió número 4 de Lightroom, facilita la localització geogràfica de les fotografies mitjançant la incrustació d'aquestes dades en ella o bé facilita l'ús de localitzadors geogràfics en línia per tal de dur a terme les indicacions geogràfiques manualment.
Llibre
Afegit a partir de la versió número 4 de Lightroom, permet la creació d'àlbums fotogràfics.
Diapositives
Permet crear presentacions de diapositives amb un número il·limitat de fotografies, poden afegir-hi música i també diferents temes per al fons d'aquestes.
Impressió
Una de les altres característiques és que permet la impressió directe des del programa. En el corresponent apartat, Lightroom permet ajustar els paràmetres de traçat i orientació.
Web
Permet crear galeries en línia per a propietaris de llocs web. Compte amb un bon nombre de plantilles que influeixen en el traçat i són permeses.
A banda, Lightroom també compte amb una eina anomenada Tethered Capture Suport, la qual permet poder veure ràpidament els resultats obtinguts en les imatges capturades, per una càmera per una gran majoria de DSLRs de les marques Nikon i Cànon.

## Història
L'any 2002, el veterà desenvolupador d'Adobe Photoshop Mark Hamburg, va començar un projecte nou anomenat "Shadowland". Hamburg es va posar en contacte amb [ Andrei Herasimchuk], dissenyador de la interfície d'Adobe Creative Suite, per tal d'aconseguir que el projecte pogués veure la llum. Aquest projecte era una sortida deliberada de moltes de les convencions establides per Adobe. El 40% del programa Photoshop Lightroom és escrit utilitzant el llenguatge Lua. Després d'uns quants anys de recerca duts a terme per Hamburg, Herasimchuk, Sorrenc Alves, el dissenyador de la interfície del Photoshop, i Grace Kim, una investigadora de productes a Adobe, el projecte "Shadowland" va obtenir el seu gran moment al voltant de l'any 2004. Tanmateix, Herasimchuk va escollir deixar Adobe Systems en aquell temps per tal de començar una empresa de disseny a Silicon Valley. Hamburg va escollir llavors a Phil Clevenger, un associat de Kai Krause, a la recerca de nous aires per l'aplicació.
L'equip d'enginyers del programa Photoshop Lightroom (LR) està ubicat en gran part a l'estat Minnesota, comprenent l'equip que ja hi havia creat anteriorment l'aplicació ImageReady d'Adobe. Troy Gaul, Melissa Gaul i la resta del seu equip (coneguts com a "Minnesota Phats"), juntament amb Hamburg, van desenvolupar l'arquitectura que es troba actualment darrere de l'aplicació. George Jardine, un fotògraf especialitzat i evangelista d'Adobe, va ser l'últim membre que va formar l'equip original, complint amb la funció de Product Manager o Cap del Producte.

### Desenvolupament de la beta
Al 9 de gener de l'any 2006, una versió primerenca de Photoshop Lightroom, anteriorment només anomenada Lightroom, va sortir al mercat com a beta únicament accessible per al públic de Macintosh a partir de la pàgina web d'Adobe Labs. Aquest va ser el primer producte Adobe que va ser llençat en fase beta per tal d'obtenir feedback durant el seu desenvolupament. Aquest mètode va ser utilitzat, més endavant, durant el desenvolupament d'Adobe Photoshop CS3.
Al 26 de juny de 2006, Adobe va anunciar l'adquisició dels avantatges de la tecnologia de Pixmantec, desenvolupadors del programari del processador d'imatges Rawshooter.
Més endavant, un seguit de llençaments amb la beta actualitzada també van anar veient la llum durant les següents etapes de desenvolupament. Entre aquests llançaments s'hi inclou la Beta 3 al 18 de juliol de l'any 2006, la qual també va ser únicament dirigida per als sistemes de Microsoft Windows. Al 25 de setembre de l'any 2006, la Beta 4 va ser el següent llançament, en el qual el programa es va veure fusionat amb la gamma de productes de Photoshop, seguit d'una actualització menor al 19 d'octubre, que va ser quan es va llençar la Beta 4.1.

### Versió 1.0
Al 29 de gener de 2007, Adobe va anunciar que Lightroom seria llençat al mercat cap al 19 de febrer de 2007. En el llistat de preus dels Estats Units, Lightroom arribava als 299$ mentre que al Regne Unit tindria un preu de 199£.
Lightroom v1.x no s'actualitzaba quant s'instal·lava la versió 2 del programa. En aquell moment requeria un nou número de sèrie.

### Versió 2.0
Adobe Photoshop Lightroom 2.0 Beta va ser anunciat mitjançant els correus electrònics oficials d'Adobe a l'abril del 2008. Les característiques noves van incloure:
- Correccions localitzades (edició de parts específiques de la imatge)
- Eines d'organització millorades
- Suport per utilitzar múltiples monitors durant l'edició
- Opcions d'impressió més flexibles
- Suport en l'ús de sistemes operatius en 64-bit

El llançament oficial de Lightroom v2 va ser al 29 de juliol de l'any 2008, juntament amb el llançament d'Adobe Camera Raw v4.5 i el DNG Converter 4.6. Adobe va afegir DNG Camera Profiling als dos llançaments de forma individual. Aquesta tecnologia permet la personalització dels colors dels perfils de la càmera per ser creats i guardats pels usuaris. També permet que els perfils s'emparellin amb estils creatius construïts en les càmeres per tal de ser replicats. Adobe va llençar al mercat un conjunt complet de perfils de càmera per Nikon i models de Cànon, a més de perfils estàndards bàsics per totes les marques suportades i models, a través de Adobe Labs, alhora que el llançament de Lightroom v2. Aquesta tecnologia és oberta a tots els programes amb l'estàndard del format d'arxiu DNG.

### Versió 3.0
Adobe Photoshop Lightroom 3.0 beta va sortir a la llum al 22 d'octubre de l'any 2009. Les característiques noves van incloure:
- Nou croma per la reducció de soroll
- Millora en l'eina d'enfoc
- Noves formes d'importacions al mòdul
- Marques d'aigua
- Gra
- Publicació de serveis
- Paquet personalitzat per imprimir

Al 23 de març de l'any 2010, Adobe va llençar una segona beta, la qual va afegir les característiques següents:
- Nova reducció de soroll per luminància
- Tethered Disparant per algunes càmeres Nikon i Cànon
- Suport d'arxiu de vídeo bàsic
- L'eina corba de punt

Tot i que no es va incloure en cap dels llançaments de les betes, la versió 3 també va contenir eines per la correcció de lents i control de la perspectiva de la imatge.
La versió final va sortir a la llum al 8 de juny de l'any 2010 sense cap nova funcionalitat afegida. Va tenir totes les característiques incloses en les betes, més les correccions de lents i transformacions de perspectiva, així com unes quantes millores i optimitzacions d'actuació.

### Versió 4.0
Adobe Photoshop Lightroom 4.0 va sortir oficialment al mercat al 5 de març de l'any 2012 després d'haver estat disponible en format beta des del 10 de gener de l'any 2012. Aquesta versió no en va ser possible l'ús amb Windows XP. Les característiques noves van incloure:
- Recuperació de llums i ombres per donar detall a les ombres fosques i a les llums més brillants
- Creació d'àlbums mitjançant plantilles[9]
- Organització basada en la localització per tal de trobar un grup d'imatges segons la seva localització, assignar localitzacions a les imatges i utilitzar les dades de GPS ubicades a les càmeres
- Pinzell de balanç de blancs per ajustar les tonalitats blanques en àrees específiques de les imatges
- Controls d'edició local addicionals per ajustar la reducció de soroll i eliminar-lo en àrees seleccionades
- Ampliació del suport de vídeo per organitzar, visualitzar i realitzar ajustaments i edició a clips de vídeo
- Les eines de publicació de vídeo per compartir-los a Facebook i Flickr
- Opció per veure com es veurà una imatge quan sigui impresa amb una elecció concreta de color
- Correu electrònic directament de Lightroom

### Versió 5.0
Adobe Photoshop Lightroom 5.0 va ser oficialment llençat al mercat al 9 de juny de l'any 2013 després d'haver estat disponible en format beta d'ençà del 15 d'abril de l'any 2013. El programa requereix OS X 10.7 o més actual, Windows 7 o Windows 8. Alguns dels canvis inclouen:
- Gradient radial per destacar una àrea el·líptica
- Pinzell avançat per a clonar o eliminar una secció o àrea de la imatge
- Visions prèvies de les imatges per tal de treballar amb imatges que no es troben en línia
- L'habilitat de guardar traçats personalitzats al mòdul Llibre
- Suport d'arxius en format PNG
- Suport d'arxius de vídeo en diapositives
- Altres actualitzacions, les quals inclouen la correcció de perspectiva automàtica

Gràcies a una actualització de la versió 5, la 5.4 permet realitzar la sincronització d'una col·lecció a Lightroom Mòbil App, la qual va sortir al mercat per iPad al 8 d'abril de l'any 2014.

### Versió 6.0
Adobe Photoshop Lightroom 6.0 va veure oficialment la llum al 21 d'abril de l'any 2015. El programa també requereix OS X 10.8 o més nous, Windows 7 o Windows 8. És la primera sortida al mercat de Lightroom que només suporta sistemes operatius de 64-bit. Les característiques noves inclouen:
- HDR Merge
- Fusió de panorama
- Millores d'actuació / Acceleració de GPU
- Reconeixement facial
- Vídeo avançat en presentacions
- Pinzell de filtre

## Recepció
Segons les estadístiques de l'any 2009 de l'empresa de recerca InfoTrends, realitzada pel cap de producte d'Adobe Sistems, John Nack, dels 1,045 fotògrafs professionals nord-americans que van ser entrevistats, el 37,0% va utilitzar algun cop el programa Lightroom i un 6,3% va utilitzar el programa Aperture, mentre que un 57,9% va utilitzar el Photoshop Camera Raw. Pel que fa als usuaris de Mac, un 44,4% va utilitzar Lightroom i un 12,5% va utilitzar Aperture.